# Eleições municipais no Brasil em 1985
As eleições municipais no Brasil em 1985 ocorreram em 15 de novembro. Estavam aptos a votar aproximadamente 18 milhões de eleitores em 201 municípios para a escolha dos prefeitos que administrariam tais cidades a partir de 1º de janeiro de 1986 e cujos sucessores seriam eleitos em 1988. Foi a primeira eleição realizada sob a égide da Nova República e a primeira das quatro realizadas no governo José Sarney.

## Contexto político de então

### Diretas nas capitais e no interior
Apesar dos avanços políticos proporcionados com as eleições de 1982, os militares usaram artifícios para garantir a vitória do PDS e assim preservar enclaves de poder nos estados ao privar as capitais, estâncias hidrominerais e áreas de segurança nacional do direito à escolha de seus prefeitos, que continuaram a ser nomeados pelos governadores após prévia indicação do presidente da República. Antes da posse de dez mandatários oposicionistas em 15 de março de 1983, estes mobilizaram seus partidos em favor da Emenda Mauro Benevides que restauraria a autonomia das capitais. Frustrado esse intento foi preciso esperar mais dois anos.
Entre maio e junho de 1985, o Congresso Nacional aprovou proposta do deputado Navarro Vieira Filho, que restabeleceu as eleições diretas nos municípios mencionados, municípios de territórios federais e nos municípios criados até 15 de maio daquele ano. As áreas de segurança nacional diminuíram quando o presidente João Figueiredo retirou setenta e quatro municípios dessa relação em 19 de dezembro de 1984, medida adotada também por José Sarney, cujo governo removeu esta insígnia de dois municípios na primeira quinzena de abril de 1985, reduzindo para vinte e nove as áreas de segurança nacional ao tempo do pleito, entretanto a restauração plena da autonomia política nesses cento e cinco municípios só ocorreria com a posse dos eleitos. Diretriz semelhante regia também as estâncias hidrominerais e municípios de territórios.
Destinadas a preencher os cargos de prefeito e vice-prefeito em todos os municípios abrangidos por lei, as eleições de 1985 permitiram a eleição para vereador naqueles criados até 15 de maio de 1985, embora o caso de Aripuanã mereça um enfoque distinto. Criado pelo interventor Júlio Müller em 31 de dezembro de 1943, o município de Aripuanã localiza-se ao norte de Mato Grosso, mas seu isolamento geográfico, a baixíssima densidade populacional e falta de infraestrutura relegaram-no a uma situação de abandono, pois até os prefeitos nomeados para administrá-lo o faziam a partir de Cuiabá, a quase 950 km de distância, e quando visitavam os aripuanenses, o faziam esporadicamente. Mesmo existindo de fato, Aripuanã foi incluído pelo Tribunal Regional Eleitoral de Mato Grosso no mapa das eleições, consumando sua instalação de jure depois do pleito.
Na Bahia, o município de Jaborandi foi alijado do pleito em razão de inconstitucionalidade na lei que o criou. Segundo uma denúncia oferecida ao Supremo Tribunal Federal por Sepúlveda Pertence, então procurador-geral da República, os habitantes do povoado São Miguel não foram ouvidos em plebiscito a respeito da anexação ao território do novo município. No mesmo estado, houve eleição em Planaltino devido à morte do prefeito, Manoel José de Andrade, e do vice-prefeito, José Elias de Matos, num acidente automobilístico em 8 de janeiro de 1985, motivo pelo qual o vereador José Guilherme Braga assumiu a prefeitura.
A contagem dos votos apontou uma vitória maciça do PMDB com 127 prefeituras, sendo 19 capitais, mas apesar de tal desempenho o governo foi derrotado em São Paulo, Rio de Janeiro e Porto Alegre, a primeira nas mãos de Jânio Quadros e as demais sob o controle de Saturnino Braga e Alceu Collares, aliados de Leonel Brizola. Ainda na oposição, o PDS triunfou com Gardênia Gonçalves em São Luís e em vinte e uma cidades interioranas, dezesseis delas na Bahia graças aos correligionários de Antônio Carlos Magalhães, filiado à sigla naquele momento (embora parte de seus adeptos tenha vencido o pleito naquele estado sob a legenda do PTB) e ministro das Comunicações do novo governo. Dois partidos elegeram apenas um prefeito em todo o paísː o PT venceu com Maria Luiza Fontenele em Fortaleza e o PSB no Recife com Jarbas Vasconcelos, que voltou ao PMDB no ano seguinte. A campanha foi marcada pelo acesso irrestrito aos meios de comunicação e pelo dissenso entre os membros da Aliança Democrática, com o PMDB recebendo o apoio das legendas comunistas e o PFL não vencendo em nenhuma capital.

### Situação antes da eleição
| Unidade federativa  | Capitais | Em 1984 | Em 1985 | ASN    | TRE   | EH    | Novos  | MTF   | Total |
| ------------------- | -------- | ------- | ------- | ------ | ----- | ----- | ------ | ----- | ----- |
| Acre                | 1        | 8       |         | 3      |       |       |        |       | 12    |
| Alagoas             | 1        |         |         |        |       |       |        |       | 1     |
| Amapá               |          |         |         |        |       |       |        | 5     | 5     |
| Amazonas            | 1        | 7       |         | 2      |       |       |        |       | 10    |
| Bahia               | 1        | 8       |         | 2      | 1     | 2     | 30     |       | 44    |
| Ceará               | 1        |         |         |        |       |       | 10     |       | 11    |
| Espírito Santo      | 1        |         |         |        |       |       |        |       | 1     |
| Goiás               | 1        |         | 1       |        |       |       |        |       | 2     |
| Maranhão            | 1        | 1       |         |        |       |       |        |       | 2     |
| Mato Grosso         | 1        | 3       |         |        | 1     |       |        |       | 5     |
| Mato Grosso do Sul  | 1        | 8       |         | 5      |       |       |        |       | 14    |
| Minas Gerais        | 1        |         |         |        |       | 13    |        |       | 14    |
| Pará                | 1        | 7       |         |        |       | 1     |        |       | 9     |
| Paraíba             | 1        |         |         |        |       |       |        |       | 1     |
| Paraná              | 1        | 8       |         | 3      |       |       | 1      |       | 13    |
| Pernambuco          | 1        |         |         |        |       |       |        |       | 1     |
| Piauí               | 1        | 1       |         |        |       |       |        |       | 2     |
| Rio de Janeiro      | 1        |         |         | 3      |       |       | 1      |       | 5     |
| Rio Grande do Norte | 1        |         |         |        |       |       |        |       | 1     |
| Rio Grande do Sul   | 1        | 16      | 1       | 8      |       |       |        |       | 26    |
| Rondônia            | 1        |         |         |        |       |       |        |       | 1     |
| Roraima             |          |         |         |        |       |       |        | 8     | 8     |
| Santa Catarina      | 1        | 5       |         | 1      |       |       |        |       | 7     |
| São Paulo           | 1        | 2       |         | 2      |       |       |        |       | 5     |
| Sergipe             | 1        |         |         |        |       |       |        |       | 1     |
| Total               | 23       | 74      | 2       | 29     | 2     | 16    | 42     | 13    | 201   |
| Percentual          | 11,44%   | 36,82%  | 0,99%   | 14,43% | 0,99% | 7,96% | 20,90% | 6,47% | 100%  |
| Fontes:             |          |         |         |        |       |       |        |       |       |

## Eleições nas capitais
Dentre os eleitos nas capitais havia um senador e nove deputados federais.
| Bandeira | Cidade         | UF | Prefeito              | Partido | Vice-prefeito      | Partido |
| -------- | -------------- | -- | --------------------- | ------- | ------------------ | ------- |
|          | Aracaju        | SE | Jackson Barreto       | PMDB    | Viana de Assis     | PFL     |
|          | Belém          | PA | Coutinho Jorge        | PMDB    | Fernando Velasco   | PMDB    |
|          | Belo Horizonte | MG | Sérgio Ferrara        | PMDB    | Álvaro Antônio     | PMDB    |
|          | Boa Vista      | RR | Sílvio Leite          | PMDB    | Robério Araújo     | PFL     |
|          | Campo Grande   | MS | Juvêncio da Fonseca   | PMDB    | Francisco Maia     | PMDB    |
|          | Cuiabá         | MT | Dante de Oliveira     | PMDB    | Estevão Torquato   | PMDB    |
|          | Curitiba       | PR | Roberto Requião       | PMDB    | Adail Passos       | PMDB    |
|          | Florianópolis  | SC | Edison Andrino        | PMDB    | Pedro Medeiros     | PMDB    |
|          | Fortaleza      | CE | Maria Luiza Fontenele | PT      | Américo Barreira   | PT      |
|          | Goiânia        | GO | Daniel Antônio        | PMDB    | Pedro Estivalet    | PMDB    |
|          | João Pessoa    | PB | Carneiro Arnaud       | PMDB    | Cabral Batista     | PFL     |
|          | Macapá         | AP | Raimundo Costa        | PMDB    | Raquel Capiberibe  | PMDB    |
|          | Maceió         | AL | Djalma Falcão         | PMDB    | José Costa         | PMDB    |
|          | Manaus         | AM | Manoel Ribeiro        | PMDB    | Aristides Queiroz  | PFL     |
|          | Natal          | RN | Garibaldi Alves Filho | PMDB    | Roberto Furtado    | PMDB    |
|          | Porto Alegre   | RS | Alceu Collares        | PDT     | Glênio Peres       | PDT     |
|          | Porto Velho    | RO | Jerônimo Santana      | PMDB    | Tomaz Correia      | PMDB    |
|          | Recife         | PE | Jarbas Vasconcelos    | PSB     | José Carlos Melo   | PSB     |
|          | Rio Branco     | AC | Adalberto Aragão      | PMDB    | Aírton Rocha       | PMDB    |
|          | Rio de Janeiro | RJ | Saturnino Braga       | PDT     | Jó Antônio Rezende | PDT     |
|          | Salvador       | BA | Mário Kertesz         | PMDB    | Marcelo Duarte     | PMDB    |
|          | São Luís       | MA | Gardênia Gonçalves    | PDS     | Jairzinho da Silva | PDS     |
|          | São Paulo      | SP | Jânio Quadros         | PTB     | Artur Alves Pinto  | PFL     |
|          | Teresina       | PI | Wall Ferraz           | PMDB    | Deoclécio Dantas   | PMDB    |
|          | Vitória        | ES | Hermes Laranja        | PMDB    | Antônio Pelaes     | PMDB    |

## Eleições no interior do país em 1985

### Acre
| Bandeira          | Município         | Prefeito eleito      | Partido |
| ----------------- | ----------------- | -------------------- | ------- |
| Assis Brasil      | Assis Brasil      | José Vieira da Silva | PMDB    |
| Brasiléia         | Brasiléia         | Messias Ribeiro      | PMDB    |
| Cruzeiro do Sul   | Cruzeiro do Sul   | João Barbosa         | PMDB    |
| Feijó             | Feijó             | Lívio Severiano      | PMDB    |
| Mâncio Lima       | Mâncio Lima       | Paulo Dene           | PMDB    |
| Manoel Urbano     | Manoel Urbano     | Antônio Nascimento   | PMDB    |
| Plácido de Castro | Plácido de Castro | José Siqueira        | PMDB    |
| Sena Madureira    | Sena Madureira    | Normando Sales       | PMDB    |
| Senador Guiomard  | Senador Guiomard  | João Rodrigues       | PMDB    |
| Tarauacá          | Tarauacá          | Odilon Vitorino      | PMDB    |
| Xapuri            | Xapuri            | Wanderley Viana      | PMDB    |

### Amapá
| Bandeira          | Município | Prefeito eleito            | Partido |
| ----------------- | --------- | -------------------------- | ------- |
| Amapá (município) | Amapá     | Joceli Colares             | PMDB    |
| Calçoene          | Calçoene  | José Valro                 | PMDB    |
| Mazagão           | Mazagão   | Alcides Gomes Reis         | PFL     |
| Oiapoque          | Oiapoque  | Francisco Milton Rodrigues | PDT     |

### Amazonas
| Bandeira                  | Município                 | Prefeito eleito               | Partido |
| ------------------------- | ------------------------- | ----------------------------- | ------- |
| Atalaia do Norte          | Atalaia do Norte          | Sidney Cruz Castelo Branco    | PFL     |
| Barcelos                  | Barcelos                  | Marconi Edson                 | PMDB    |
| Benjamin Constant         | Benjamin Constant         | João Oliveira                 | PDS     |
| Ipixuna                   | Ipixuna                   | Eliézio Herculano             | PMDB    |
| Japurá                    | Japurá                    | Maria Rosineide Mourão Polart | PMDB    |
| Santa Isabel do Rio Negro | Santa Isabel do Rio Negro | Rubens Pessoa                 | PMDB    |
| Santo Antônio do Içá      | Santo Antônio do Içá      | Hugo Ribeiro da Costa         | PFL     |
| São Gabriel da Cachoeira  | São Gabriel da Cachoeira  | Raimundo Quirino              | PFL     |
| Bandeira desconhecida     | São Paulo de Olivença     | Sebastião Dias da Silva Filho | PFL     |

### Bahia
| Bandeira               | Município              | Prefeito eleito            | Partido |
| ---------------------- | ---------------------- | -------------------------- | ------- |
| América Dourada        | América Dourada        | Sinobelino Dourado Neto    | PDS     |
| Arataca                | Arataca                | José Carlos dos Santos     | PMDB    |
| Barro Alto (Bahia)     | Barro Alto             | Wanderley Dourado          | PDS     |
| Barrocas               | Barrocas               | João Olegário de Queiroz   | PMDB    |
| Buritirama             | Buritirama             | Arival Marques Viana       | PDS     |
| Camaçari               | Camaçari               | Luiz Caetano               | PMDB    |
| Candeias (Bahia)       | Candeias               | Heliodoro de Jesus         | PMDB    |
| Canudos                | Canudos                | Manoel Adriano Filho       | PTB     |
| Capela do Alto Alegre  | Capela do Alto Alegre  | Honorino de Oliveira Costa | PTB     |
| Capim Grosso           | Capim Grosso           | Cesiano Carlos Nascimento  | PMDB    |
| Casa Nova              | Casa Nova              | Gilson de Castro           | PDS     |
| Cipó (Bahia)           | Cipó                   | José Brito                 | PFL     |
| Dias d'Ávila           | Dias d'Ávila           | Ayrton Nunes               | PDS     |
| Fátima (Bahia)         | Fátima                 | João Maria de Oliveira     | PDS     |
| Filadélfia (Bahia)     | Filadélfia             | Cecentino Maia             | PFL     |
| Gavião (Bahia)         | Gavião                 | Humberto Oliveira          | PDS     |
| Guajeru                | Guajeru                | Oriovaldo Araújo           | PDS     |
| Heliópolis (Bahia)     | Heliópolis             | José Emídio Tavares Santos | PMDB    |
| Itaparica              | Itaparica              | Vicente Gonçalves da Silva | PDS     |
| João Dourado           | João Dourado           | Jailton França             | PMDB    |
| Jussari                | Jussari                | Valdenor Silva             | PMDB    |
| Lapão (Bahia)          | Lapão                  | Valdemar José de Carvalho  | PMDB    |
| Lauro de Freitas       | Lauro de Freitas       | Paulo Rosa Neto            | PTB     |
| Maetinga               | Maetinga               | Itamar Dutra               | PDS     |
| Mansidão               | Mansidão               | José Lima Oliveira         | PMDB    |
| Nordestina (Bahia)     | Nordestina             | Nélio Amambay Ferreira     | PFL     |
| Paulo Afonso           | Paulo Afonso           | José Ferreira              | PMDB    |
| Pé de Serra            | Pé de Serra            | Pedro Falconeri Rios       | PDS     |
| Pilão Arcado           | Pilão Arcado           | Heraldo Mangueira          | PDS     |
| Pintadas               | Pintadas               | Eufrásio Almeida           | PTB     |
| Planaltino             | Planaltino             | Juracy Andrade             | PDS     |
| Bandeira desconhecida  | Rafael Jambeiro        | Marciano Fernandes Serra   | PTB     |
| Remanso                | Remanso                | Fernando Braga             | PDS     |
| Santa Luzia (Bahia)    | Santa Luzia            | Clemente de Deus           | PMDB    |
| São Francisco do Conde | São Francisco do Conde | Pedro Carlos Ramos Santos  | PTB     |
| São Gabriel (Bahia)    | São Gabriel            | Renan Pereira              | PTB     |
| Sento Sé               | Sento Sé               | Joaquim Domingos da Silva  | PMDB    |
| Simões Filho           | Simões Filho           | Eduardo de Santana Simões  | PTB     |
| Tanque Novo            | Tanque Novo            | João Neves de Oliveira     | PTB     |
| Teixeira de Freitas    | Teixeira de Freitas    | Timóteo Alves Brito        | PTB     |
| Várzea da Roça         | Várzea da Roça         | Manoel Rios                | PMDB    |
| Bandeira desconhecida  | Várzea Nova            | Maria Íris Gomes           | PDS     |
| Wanderley (Bahia)      | Wanderley              | João de Queiroz Rocha      | PDS     |

### Ceará
| Bandeira              | Município | Prefeito eleito                  | Partido |
| --------------------- | --------- | -------------------------------- | ------- |
| Bandeira desconhecida | Amontada  | José Agenor Henrique             | PFL     |
| Cruz                  | Cruz      | Jonas Muniz Sobrinho             | PFL     |
| Forquilha             | Forquilha | José Antônio Dias Carneiro       | PFL     |
| Icapuí                | Icapuí    | José Airton Cirilo               | PMDB    |
| Itarema               | Itarema   | Stênio Rios                      | PFL     |
| Milhã                 | Milhã     | Josimar Rodrigues Silva          | PMDB    |
| Paraipaba             | Paraipaba | José Gutemberg Meireles de Sousa | PMDB    |
| Quixelô               | Quixelô   | Marconi Matos                    | PFL     |
| Umirim                | Umirim    | Francisco Carlos Uchôa Sales     | PMDB    |
| Varjota               | Varjota   | Antônio Pires Ferreira           | PMDB    |

### Goiás
| Bandeira | Município | Prefeito eleito | Partido |
| -------- | --------- | --------------- | ------- |
| Anápolis | Anápolis  | Ademar Santillo | PMDB    |

### Maranhão
| Bandeira           | Município          | Prefeito eleito       | Partido |
| ------------------ | ------------------ | --------------------- | ------- |
| São João dos Patos | São João dos Patos | Eduardo Coelho Mendes | PMDB    |

### Mato Grosso
| Bandeira                         | Município                        | Prefeito eleito        | Partido |
| -------------------------------- | -------------------------------- | ---------------------- | ------- |
| Aripuanã                         | Aripuanã                         | Almiro Petersen Willig | PMDB    |
| Cáceres                          | Cáceres                          | Antônio Fontes         | PMDB    |
| Mirassol d'Oeste                 | Mirassol d'Oeste                 | Edivaldo Paiva         | PMDB    |
| Vila Bela da Santíssima Trindade | Vila Bela da Santíssima Trindade | Íris Leite             | PDS     |

### Mato Grosso do Sul
| Bandeira       | Município      | Prefeito eleito                 | Partido |
| -------------- | -------------- | ------------------------------- | ------- |
| Amambai        | Amambai        | Geraldo Felipe Corrêa           | PMDB    |
| Antônio Joao   | Antônio João   | Iber da Silva Xavier            | PMDB    |
| Aral Moreira   | Aral Moreira   | Bento Marques Neto              | PMDB    |
| Bela Vista     | Bela Vista     | Abraão Armoa Zacarias           | PMDB    |
| Caracol        | Caracol        | Juvino Godoy                    | PMDB    |
| Corumbá        | Corumbá        | Hugo Silva da Costa             | PMDB    |
| Eldorado       | Eldorado       | Guaracy de Miranda Correia      | PMDB    |
| Iguatemi       | Iguatemi       | Nilzo Otano Peixoto             | PMDB    |
| Ladário        | Ladário        | Nivaldo Ferreira da Silva       | PMDB    |
| Mundo Novo     | Mundo Novo     | José Carlos da Silva            | PMDB    |
| Ponta Porã     | Ponta Porã     | Aires Marques                   | PMDB    |
| Porto Murtinho | Porto Murtinho | Marconil Marques dos Santos     | PFL     |
| Três Lagoas    | Três Lagoas    | Antônio João Campos de Carvalho | PFL     |

### Minas Gerais
| Bandeira                  | Município       | Prefeito eleito         | Partido |
| ------------------------- | --------------- | ----------------------- | ------- |
| Araxá                     | Araxá           | Aracely de Paula        | PFL     |
| Caldas                    | Caldas          | Sebastião Bellini       | PFL     |
| Cambuquira                | Cambuquira      | Antônio de Oliveira     | PFL     |
| Carangola                 | Carangola       | José Oliveira           | PMDB    |
| Caxambu                   | Caxambu         | Isaac Rosental          | PMDB    |
| Jacutinga                 | Jacutinga       | João Pitágoras Carvalho | PMDB    |
| Lambari                   | Lambari         | Marcílio Botti          | PMDB    |
| Monte Sião (Minas Gerais) | Monte Sião      | Antônio Bernardi        | PMDB    |
| Passa Quatro              | Passa Quatro    | Antônio Claret Mota     | PMDB    |
| Patrocínio                | Patrocínio      | Afrânio Amaral          | PFL     |
| Poços de Caldas           | Poços de Caldas | Adney Morais            | PMDB    |
| São Lourenço              | São Lourenço    | Orestes Silveira        | PMDB    |
| Bandeira desconhecida     | Tiradentes      | Mauro Barbosa           | PMDB    |

### Pará
| Bandeira    | Município   | Prefeito eleito          | Partido |
| ----------- | ----------- | ------------------------ | ------- |
| Almeirim    | Almeirim    | José Alfredo Hage        | PMDB    |
| Altamira    | Altamira    | Anfrísio Nunes           | PFL     |
| Itaituba    | Itaituba    | Sílvio Macedo            | PMDB    |
| Marabá      | Marabá      | Hamilton Bezerra         | PMDB    |
| Óbidos      | Óbidos      | Zolivaldo Florezano      | PMDB    |
| Oriximiná   | Oriximiná   | Antônio Caldeiraro Filho | PMDB    |
| Salinópolis | Salinópolis | Isidoro Barros Filho     | PMDB    |
| Santarém    | Santarém    | Ronaldo Campos           | PMDB    |

### Paraná
| Bandeira                  | Município                 | Prefeito eleito             | Partido |
| ------------------------- | ------------------------- | --------------------------- | ------- |
| Bandeira desconhecida     | Barracão                  | Antônio Leonel Poloni       | PMDB    |
| Capanema (Paraná)         | Capanema                  | Armandio Guerra             | PMDB    |
| Foz do Iguaçu             | Foz do Iguaçu             | Dobrandino Gustavo da Silva | PMDB    |
| Guaíra                    | Guaíra                    | Osvaldino da Silveira       | PMDB    |
| Marechal Cândido Rondon   | Marechal Cândido Rondon   | Ilmar Priesnitz             | PMDB    |
| Medianeira                | Medianeira                | Adolfo Mariano da Costa     | PMDB    |
| Pérola d'Oeste            | Pérola d'Oeste            | Arlindo Cenci               | PMDB    |
| Planalto                  | Planalto                  | Nilo Lucietto               | PMDB    |
| Santa Helena              | Santa Helena              | Júlio Morandi               | PMDB    |
| Santo Antônio do Sudoeste | Santo Antônio do Sudoeste | Ademar Luiz Traiano         | PMDB    |
| Bandeira desconhecida     | São José das Palmeiras    | Alípio Francisco Salvador   | PMDB    |
| São Miguel do Iguaçu      | São Miguel do Iguaçu      | Armando Luiz Polita         | PMDB    |

### Piauí
| Bandeira          | Município | Prefeito eleito    | Partido |
| ----------------- | --------- | ------------------ | ------- |
| Guadalupe (Piauí) | Guadalupe | João Luiz da Rocha | PFL     |

### Rio de Janeiro
| Bandeira        | Município       | Prefeito eleito      | Partido |
| --------------- | --------------- | -------------------- | ------- |
| Angra dos Reis  | Angra dos Reis  | José Luiz Rezek      | PFL     |
| Arraial do Cabo | Arraial do Cabo | Renato Viana         | PMDB    |
| Duque de Caxias | Duque de Caxias | Juberlan de Oliveira | PDT     |
| Volta Redonda   | Volta Redonda   | Marino Klinger       | PDT     |

### Rio Grande do Sul
| Bandeira                    | Município               | Prefeito eleito       | Partido |
| --------------------------- | ----------------------- | --------------------- | ------- |
| Alecrim (Rio Grande do Sul) | Alecrim                 | Paulo Spohr           | PMDB    |
| Bagé                        | Bagé                    | Luiz Vargas           | PDT     |
| Canoas                      | Canoas                  | Carlos Giacomazzi     | PMDB    |
| Crissiumal                  | Crissiumal              | Henrique Eberling     | PMDB    |
| Dom Pedrito                 | Dom Pedrito             | Quintiliano Vieira    | PMDB    |
| Herval                      | Herval                  | Nildo Soares          | PDT     |
| Horizontina                 | Horizontina             | Vicente Sartor        | PDS     |
| Itaqui                      | Itaqui                  | Vespertino Bonorino   | PDT     |
| Jaguarão                    | Jaguarão                | Fernando Ribas        | PFL     |
| Osório                      | Osório                  | Ângelo Guasselli      | PDT     |
| Porto Lucena                | Porto Lucena            | Relly de Vlieger      | PMDB    |
| Porto Xavier                | Porto Xavier            | Bernardino David      | PDS     |
| Quaraí                      | Quaraí                  | Carlos Alberto Vieira | PDT     |
| Rio Grande                  | Rio Grande              | Rubens Corrêa         | PDS     |
| Roque Gonzales              | Roque Gonzales          | Artur Issler          | PMDB    |
| Santa Vitória do Palmar     | Santa Vitória do Palmar | José Patela           | PMDB    |
| Santana do Livramento       | Santana do Livramento   | Oriovaldo Gressler    | PMDB    |
| São Borja                   | São Borja               | Mário Weiss           | PDT     |
| São Nicolau                 | São Nicolau             | Jauri Cunha           | PMDB    |
| Tenente Portela             | Tenente Portela         | Odilo Gabriel         | PMDB    |
| Tramandaí                   | Tramandaí               | Eloy Brás Sessin      | PFL     |
| Três Passos                 | Três Passos             | Valdírio Pedralli     | PMDB    |
| Bandeira desconhecida       | Tucunduva               | Antônio Varaschin     | PMDB    |
| Tuparendi                   | Tuparendi               | Celso Kaminski        | PMDB    |
| Uruguaiana                  | Uruguaiana              | Nivaldo Soares        | PMDB    |

### Roraima
| Bandeira           | Município          | Prefeito eleito   | Partido |
| ------------------ | ------------------ | ----------------- | ------- |
| Alto Alegre        | Alto Alegre        | Fernando Nicácio  | PMDB    |
| Bonfim             | Bonfim             | Vicente Saraiva   | PMDB    |
| Caracaraí          | Caracaraí          | Sebastião Portela | PMDB    |
| Mucajaí            | Mucajaí            | Roldão Almeida    | PMDB    |
| Normandia          | Normandia          | Sebastião Costa   | PMDB    |
| São João da Baliza | São João da Baliza | Darci Pedroso     | PTB     |
| São Luís           | São Luiz           | Gentil Gomes      | PMDB    |

### Santa Catarina
| Bandeira              | Município           | Prefeito eleito           | Partido |
| --------------------- | ------------------- | ------------------------- | ------- |
| Descanso              | Descanso            | Vitório Basso             | PMDB    |
| Dionísio Cerqueira    | Dionísio Cerqueira  | Valdomiro Furini          | PMDB    |
| Guaraciaba            | Guaraciaba          | Remígio Reinoldo Maldaner | PMDB    |
| Itapiranga            | Itapiranga          | Gilberto Francisco Henkes | PMDB    |
| Bandeira desconhecida | São José do Cedro   | Olmiro Wendpap            | PMDB    |
| São Miguel do Oeste   | São Miguel do Oeste | Luiz Basso                | PMDB    |

### São Paulo
| Bandeira      | Município     | Prefeito eleito           | Partido |
| ------------- | ------------- | ------------------------- | ------- |
| Castilho      | Castilho      | José Miguel do Nascimento | PFL     |
| Cubatão       | Cubatão       | José Osvaldo Passarelli   | PFL     |
| Paulínia      | Paulínia      | Benedito Dias             | PMDB    |
| São Sebastião | São Sebastião | Luís Rogério Martins      | PMDB    |

## Desempenho de cada partido
Os dados apresentados a seguir demandam atualização constante, não sendo possível realizar todo o levantamento de uma só vez.
| Unidade federativa  | PMDB   | PFL    | PDS    | PTB   | PDT   | PSB   | PT    | Soma |
| ------------------- | ------ | ------ | ------ | ----- | ----- | ----- | ----- | ---- |
| Acre                | 12     |        |        |       |       |       |       | 12   |
| Alagoas             | 1      |        |        |       |       |       |       | 1    |
| Amapá               | 3      | 1      |        |       | 1     |       |       | 5    |
| Amazonas            | 5      | 4      | 1      |       |       |       |       | 10   |
| Bahia               | 15     | 3      | 16     | 10    |       |       |       | 44   |
| Ceará               | 5      | 5      |        |       |       |       | 1     | 11   |
| Espírito Santo      | 1      |        |        |       |       |       |       | 1    |
| Goiás               | 2      |        |        |       |       |       |       | 2    |
| Maranhão            | 1      |        | 1      |       |       |       |       | 2    |
| Mato Grosso         | 4      |        | 1      |       |       |       |       | 5    |
| Mato Grosso do Sul  | 12     | 2      |        |       |       |       |       | 14   |
| Minas Gerais        | 10     | 4      |        |       |       |       |       | 14   |
| Pará                | 8      | 1      |        |       |       |       |       | 9    |
| Paraíba             | 1      |        |        |       |       |       |       | 1    |
| Paraná              | 13     |        |        |       |       |       |       | 13   |
| Pernambuco          |        |        |        |       |       | 1     |       | 1    |
| Piauí               | 1      | 1      |        |       |       |       |       | 2    |
| Rio de Janeiro      | 1      | 1      |        |       | 3     |       |       | 5    |
| Rio Grande do Norte | 1      |        |        |       |       |       |       | 1    |
| Rio Grande do Sul   | 14     | 2      | 3      |       | 7     |       |       | 26   |
| Rondônia            | 1      |        |        |       |       |       |       | 1    |
| Roraima             | 7      |        |        | 1     |       |       |       | 8    |
| Santa Catarina      | 7      |        |        |       |       |       |       | 7    |
| São Paulo           | 2      | 2      |        | 1     |       |       |       | 5    |
| Sergipe             | 1      |        |        |       |       |       |       | 1    |
| Total               | 128    | 26     | 22     | 12    | 11    | 1     | 1     | 201  |
| Percentual          | 63,68% | 12,94% | 10,94% | 5,97% | 5,47% | 0,50% | 0,50% | 100% |